# Gol samobójczy

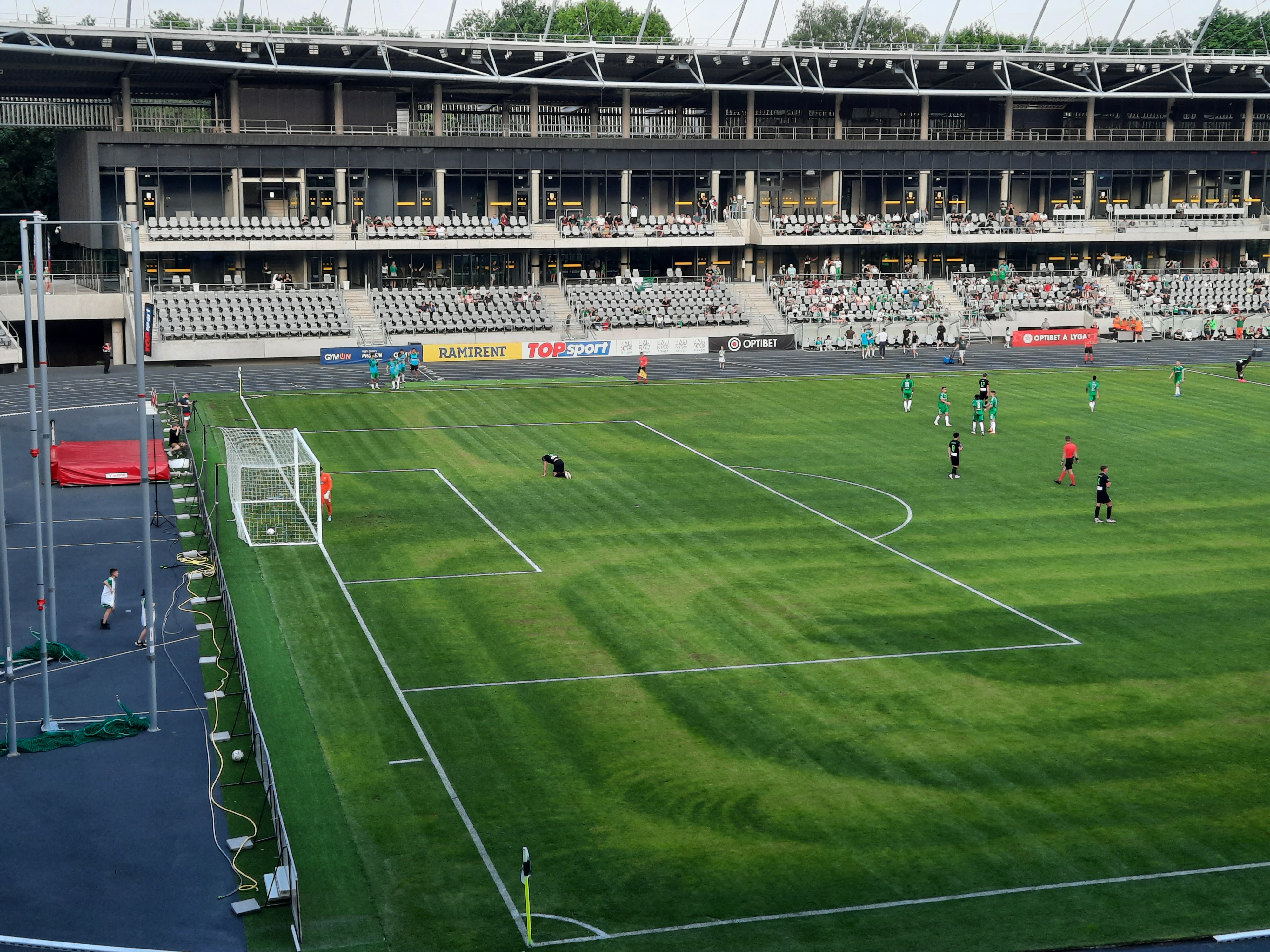
Gol samobójczy

Gol samobójczy – w sportach zespołowych (w szczególności w piłce nożnej) skuteczny strzał w kierunku własnej bramki, przypadkowe uderzenie lub zmiana toru lotu piłki, którego efektem jest zdobycie gola (punktu) dla drużyny przeciwnej.
Jeśli piłka po strzale odbija się przypadkowo od zawodnika drużyny broniącej i wpada do siatki, gol uznaje się za samobójczy, jeśli strzał nie był skierowany w "światło bramki". Jeśli był – zapisuje się go jako normalny gol na konto strzelającego drużyny atakującej.
Goli samobójczych nie uznaje się w sytuacjach, gdy piłka wpadła do własnej bramki bezpośrednio z rzutu wolnego, wrzutu z autu, rzutu od bramki lub rzutu rożnego (w takiej sytuacji sędzia dyktuje jedynie rzut rożny dla przeciwników).

## W innych sportach
W innych sportach gole samobójcze lub ich odpowiedniki (m.in. punkty) zdarzają się rzadko (wyjątkami są futbol australijski, piłka ręczna oraz rugby; patrz niżej) i nie zapisuje się ich na konto zawodników drużyn tracących gola, lecz atakujących.
- W hokeju na lodzie gol zdobyty do własnej bramki zapisuje się na konto zawodnika drużyny przeciwnej, który jako ostatni dotknął krążka.
- W koszykówce przypadkowe wrzucenie piłki do własnego kosza jest zapisywane na konto zawodnika drużyny przeciwnej – wedle przepisów NBA i NCAA na konto gracza stojącego najbliżej kosza; w myśl reguł FIBA w protokole zapisywane jest na konto kapitana zespołu. (zobacz też: rzut samobójczy).
- W futbolu amerykańskim, jeśli gracz z piłką zostaje wypchnięty lub sam opuszcza linię końcową swej drużyny, przeciwnicy zyskują dwa punkty.
- W futbolu australijskim strzał do własnej bramki daje przeciwnikom minora – wartego jeden punkt. Często wykonuje się go celowo, by nie dopuścić do zdobycia gola przez samych rywali (powodowałoby to majora, wartego sześć punktów).
- W piłce ręcznej przypadkowy rzut do własnej bramki daje jeden punkt drużynie przeciwnej.